# 라진군
라진군(羅津郡, 표준어: 나진군)은 오늘날의 라진구역의 대부분과 청진시 청암구역 대부분의 이전 행정구역이다.

## 연혁
- 1949년 1월 라진시가 폐지되고, 라진면, 경흥군 풍해면과 부령군 동부 4개면(관해면·삼해면·부거면·연천면)을 합쳐 라진군을 신설하였다.
- 1967년 라진군을 라진시로 승격시키면서 라진시 내 옛 부령군 부거면·연천면 지역을 청진시 부령구역에 이관하였다.
- 1970년 7월 - 부령구역이 부령군이 되었다.
- 1972년 7월 - 부령군이 다시 청진시에 편입될 때 옛 부령군 부거면·연천면 지역을 청진시 청암구역에 이관하였다.
- 1993년 - 라진시가 라진선봉시로 승격될 때 옛 부령군 관해면·삼해면 전역과 옛 경흥군 풍해면 극히 일부 (현 방진동, 옛 풍해면 대유동)를 청암구역에 이관